# سن-لوجه، کبک
سن-لوجه (به فرانسوی: Saint-Ludger) شهری در منطقه شهری لو گرانیت ناحیه استری در استان کبک کانادا است. در سرشماری سال ۲۰۱۱ این شهر ۱٬۱۶۰ نفر جمعیت داشته‌است و مساحت آن ۱۲۴٫۴۶ کیلومتر مربع است.